# Vườn quốc gia Morro Moreno
Vườn quốc gia Morro Moreno là một vườn quốc gia nằm về phía bắc thành phố Antofagasta khoảng 65 km, thuộc tỉnh Antofagasta, Chile. Được thành lập vào ngày 15 tháng 4 năm 2010 theo nghị định của tổng thống Chile, nó có diện tích 7.313,89 ha khu vực tự nhiên phía nam của bán đảo Mejillones.

## Địa lý
Vườn quốc gia nằm ở phía nam của bán đảo Mejillones, một khu vực có 60 km đường bờ biển, vươn ra Thái Bình Dương khoảng 20 km. Các khu vực tại vườn quốc gia này bao gồm Vịnh Mirador, Llano de las Copiapoas, Altos de La Aguada, Quebrada Bolsico và khu khảo cổ La Aguada.

## Tự nhiên
Vườn quốc gia là nơi có 95 loài thực vật (chủ yếu là xương rồng và cỏ) và 200 loài động vật.
Về thực vật là sự phong phú các loài xương rồng bao gồm Neoporteria Occulta, Eulychnia morromorenoensis và Copiapoas boliviensis. Khu vực gần vịnh Mirador là sự xuất hiện của Tetragonia angustifolia, Atriplex nummularia, 'Caesalpinia spinosa, Schinus molle và Melilotus officinalis.
Trong số khoảng 90 loài thực vật thì 57 loài trong số đó là loài đặc hữu của Chile (13 loài đặc hữu có nguồn gốc từ khu vực), 29 loài bản địa và 4 loài mới được giới thiệu. Trong đó, loài Festuca morenensis và Senecio antofagastanus là loài đặc hữu chỉ có ở khu vực bán đảo trong khi Heliotropium eremogenum và Gutierrezia texana espinosae có mặt xa hơn nữa trong Khu dự trữ quốc gia La Chimba.
Về động vật hoang dã, vùng đồng cỏ Llano de las Copiapoas có sự góp mặt của các loài chim Zonotrichia capensis, Phrygilus gayi, Diuca diuca và chi Muscisaxicola. Khu vực bãi biển gồm có Cốc biển Peru, Mòng biển Belcher, Kền kền đầu đỏ châu Mỹ, Cinclodes nigrofumosus, Cốc biển chân đỏ, Bồ nông nâu, Cốc biển Guanay. Vườn quốc gia cũng là thuộc địa của loài Sư tử biển Nam Mỹ và Lạc đà thảo nguyên lớn.